# Copa Intercontinental 1989
La Copa Intercontinental 1989 fue la vigésimo octava edición del torneo que enfrentaba al campeón de la Copa Libertadores de América con el campeón de la Copa de Campeones de Europa. Se llevó a cabo en un único encuentro jugado el 17 de diciembre de 1989 en el Estadio Nacional de la ciudad de Tokio, en Japón.
La copa enfrentó a Atlético Nacional de Colombia, campeón de la Copa Libertadores 1989, y Milan de Italia, campeón de la Copa de Campeones de Europa 1988-89. El partido, que parecía estar destinado a ser definido mediante la ejecución de los tiros desde el punto penal, se terminó resolviendo en la agonía del tiempo suplementario, luego de que el centrocampista del conjunto italiano Alberico Evani transformara un tiro libre en gol en el minuto 119 de juego. Esa mínima diferencia le bastó al Milan para llevarse la victoria y su segundo trofeo como campeón del mundo, veinte años después del primero.

## Equipos participantes
| Conmebol (Sudamérica) |  | Atlético Nacional |  | Campeón de la Copa Libertadores de América (1989)   |
| UEFA (Europa)         |  | Milan             |  | Campeón de la Copa de Campeones de Europa (1988-89) |

## Sede
| Japón               |          |
| Ciudad              | Estadio  |
| Tokio               | Nacional |
|                     |          |
| 57 363 espectadores |          |

## Final
| 1          | POR        | Giovanni Galli        |     |
| 2          | DEF        | Mauro Tassotti        |     |
| 5          | DEF        | Alessandro Costacurta |     |
| 6          | DEF        | Franco Baresi         |     |
| 3          | DEF        | Paolo Maldini         |     |
| 4          | MED        | Diego Fuser           | 65' |
| 8          | MED        | Frank Rijkaard        |     |
| 7          | MED        | Roberto Donadoni      |     |
| 10         | MED        | Carlo Ancelotti       |     |
| 9          | DEL        | Marco van Basten      |     |
| 11         | DEL        | Daniele Massaro       | 70' |
| Entrenador | Entrenador | Arrigo Sacchi         |     |

| 1          | POR        | René Higuita          |     |
| 4          | DEF        | Luis Fernando Herrera |     |
| 2          | DEF        | Andrés Escobar        |     |
| 3          | DEF        | Gildardo Gómez        |     |
| 5          | DEF        | Geovanis Cassiani     |     |
| 8          | MED        | Leonel Álvarez        |     |
| 6          | MED        | Ricardo Pérez         |     |
| 7          | MED        | Jaime Arango          | 46' |
| 10         | MED        | Alexis García         |     |
| 9          | DEL        | Niver Arboleda        | 46' |
| 11         | DEL        | John Jairo Tréllez    |     |
| Entrenador | Entrenador | Francisco Maturana    |     |

| 14 | MED | Alberico Evani | 65' |
| 16 | DEL | Marco Simone   | 70' |

| 15 | MED | Gustavo Restrepo | 46' |
| 16 | DEL | Albeiro Usuriaga | 46' |

| Anotado | 119' | Alberico Evani | 1:0 |

| Árbitro | Erik Fredriksson |

| 1          | POR        | Giovanni Galli        |     |
| 2          | DEF        | Mauro Tassotti        |     |
| 5          | DEF        | Alessandro Costacurta |     |
| 6          | DEF        | Franco Baresi         |     |
| 3          | DEF        | Paolo Maldini         |     |
| 4          | MED        | Diego Fuser           | 65' |
| 8          | MED        | Frank Rijkaard        |     |
| 7          | MED        | Roberto Donadoni      |     |
| 10         | MED        | Carlo Ancelotti       |     |
| 9          | DEL        | Marco van Basten      |     |
| 11         | DEL        | Daniele Massaro       | 70' |
| Entrenador | Entrenador | Arrigo Sacchi         |     |

| 1          | POR        | René Higuita          |     |
| 4          | DEF        | Luis Fernando Herrera |     |
| 2          | DEF        | Andrés Escobar        |     |
| 3          | DEF        | Gildardo Gómez        |     |
| 5          | DEF        | Geovanis Cassiani     |     |
| 8          | MED        | Leonel Álvarez        |     |
| 6          | MED        | Ricardo Pérez         |     |
| 7          | MED        | Jaime Arango          | 46' |
| 10         | MED        | Alexis García         |     |
| 9          | DEL        | Niver Arboleda        | 46' |
| 11         | DEL        | John Jairo Tréllez    |     |
| Entrenador | Entrenador | Francisco Maturana    |     |

| 14 | MED | Alberico Evani | 65' |
| 16 | DEL | Marco Simone   | 70' |

| 15 | MED | Gustavo Restrepo | 46' |
| 16 | DEL | Albeiro Usuriaga | 46' |

| Anotado | 119' | Alberico Evani | 1:0 |

| Árbitro | Erik Fredriksson |

|                   |
| Bandera de Italia |
| Campeón AC Milan  |
| 2.do título       |